# گوتسیز
شهر گوتسیز (به آلمانی: Götzis) در استان  فورآرلبرگ با جمعیت  ۱۰٬۵۵۴  نفر در کشور اتریش واقع شده‌است.